# Dryopteris tetsu-yamanakae
Dryopteris tetsu-yamanakae är en träjonväxtart som beskrevs av Kurata. Dryopteris tetsu-yamanakae ingår i släktet Dryopteris och familjen Dryopteridaceae. Inga underarter finns listade.